# باتريك ليتشنر
باتريك ليتشنر (بالألمانية: Patrick Lechner)‏ هو دراج ألماني، ولد في 12 ديسمبر 1988 في لانداو إن در بفالتس في ألمانيا.

## وصلات خارجية
- باتريك ليتشنر على موقع الاتحاد الدولي للدراجات (الإنجليزية)
- باتريك ليتشنر على موقع إحصائيات الدراجات الإحترافية (الإنجليزية)
- باتريك ليتشنر على موقع MTB Data (الإنجليزية)